# Kleindornheim
Kleindornheim ist eine Wüstung auf dem Gebiet des Iphöfer Ortsteils Dornheim im unterfränkischen Landkreis Kitzingen. 

## Geografische Lage
Kleindornheim liegt etwa 1000 m südöstlich der katholischen Kirche von Dornheim. Dort verlief die Straße zwischen dem Dorf und dem sogenannten Fischhof. Während des Mittelalters und der Frühen Neuzeit war dort der Platz, an dem die Holzbestände des Dorfes gelagert wurden. Heute liegt im Süden der Wüstungsstelle das Naturdenkmal Schenkensee. Nördlich verläuft die Kreisstraße KT 3 in Richtung Altmannshausen im Landkreis Neustadt an der Aisch-Bad Windsheim.

## Geschichte
Die Geschichte von Kleindornheim ist eng mit der von Dornheim verbunden. Wahrscheinlich wurden beide Siedlungen auf derselben Gemarkung gegründet. Bei Kleindornheim handelte es sich wohl um die ältere der beiden Siedlungen. Dort bestand die Königskirche St. Remigius, die in späteren Quellen über das heutige Dornheim keine Erwähnung mehr fand. Bei Kleindornheim handelte sich um den ältesten Pfarrort der Gegend, der noch aus dem 7. Jahrhundert stammte.
Die erste Erwähnung von Kleindornheim war im Jahr 1023, also nach der von Dornheim. Vielleicht hatte die Tochtersiedlung Dornheim das ältere Dorf überflügelt. 1023 belehnte Kaiser Heinrich II. das Bistum Würzburg mit dem Wildbann im westlichen Steigerwald. Unter den genannten Dörfern war auch „Parvum Dornheim“ (Klein-Dornheim). Nochmals erwähnt wurde „Wengen Dornheim“ 1320, als das Kloster Münsterschwarzach den Dorfzehnt an Ritter Friderico dicto Mufelger verkaufte.